# Tyler-Jane Mitchel
Tyler-Jane Mitchel, nata Rebecca Jane Clark e nota professionalmente con lo pseudonimo Tyler Jane (Wellington, 15 agosto 1973), è un'attrice neozelandese.
È nota soprattutto per aver interpretato il personaggio di Sheree Greegan nella serie televisiva neozelandese Outrageous Fortune - Crimini di famiglia.

## Biografia
Tyler-Jane Mitchel è nata a Wellington nel 1973 e recitò per la prima volta nel film Le ragioni del cuore del 1989 (venendo accreditata come Rebecca Clark). Mitchel si formò come attrice presso la scuola d'arte Stella Adler Studio of Acting di Nuova York dopo essersi laureata presso l'Università del Nuovo Galles del Sud di Sydney.
Tyler-Jane Mitchel ha recitato in varie serie televisive neozelandesi, come The Amazing Extraordinary Friends e Outrageous Fortune - Crimini di famiglia, e ha lavorato come commentatrice all'emittente radiofonica George FM di Auckland.
Mitchel è stata anche una promotrice pubblicitaria. Nel 2007, in particolare, ha presentato la campagna pubblicitaria virale "Nothing to Hide" del marchio di prodotti per la cura della pelle Elave: questa campagna pubblicitaria è nota per aver generato non poche controversie dal momento che tutte le persone apparse nella pubblicità del prodotto, Mitchel compresa, sono raffigurate completamente nude, senza alcuna censura.

## Filmografia

### Cinema
- Le ragioni del cuore, regia di Dominique Deruddere (1989)

### Televisione
- The New Adventures of Black Beauty - serie TV, ep. 2x4 (1990)
- Marlin Bay - serie TV (1993)
- Hawaii missione speciale - serie TV, ep. 1x3 (1994-1996)
- Le redini del cuore - Riding High - serie TV (1995)
- Hercules - serie TV, ep. 1x9, 2x7, 2x10 (1995-1996)
- Stingers - serie TV, ep. 2x10 (1999)
- The Market - serie TV, ep. 1x4 (2005)
- The Amazing Extraordinary Friends - serie TV (2006-2007)
- Orange Roughies - serie TV, ep. 2x12 (2007)
- Outrageous Fortune - Crimini di famiglia - serie TV (2007-2010)